# Charles Fitzgerald
Pour les articles homonymes, voir Fitzgerald et Charles Borromeo Fitzgerald.
 (mars 2023).
Le capitaine Charles Fitzgerald (1791 - 29 décembre 1887) fut gouverneur de Gambie de 1844 à 1847, puis 5e gouverneur d'Australie-Occidentale de 1848 à 1855. 
Peu après son arrivée en Australie-Occidentale, en 1848, Fitzgerald accompagna Auguste Grégoire lors d'une expédition dans la région de Northampton où Grégoire et son frère avaient découvert du plomb l'année précédente. Lors d'une rencontre avec les Aborigènes Fitzgerald fut blessé d'un coup de lance à la jambe et au moins trois Aborigènes furent abattus. 
C'est lui qui choisit le nom de la ville de Geraldton.